# Humbert de Scey
Humbert de Scey est un prélat catholique français, archevêque de Besançon de  1134 à 1161, issu de la famille de Scey.

## Biographie

### Famille
Humbert de Scey, dont le nom est attesté par plusieurs documents antérieurs à son élection, symbolise la promotion de l'aristocratie locale. Il est issu de la famille de Scey, une importante et influente famille seigneuriale originaire de la terre de Scey-en-Varais qui domine la haute vallée de La Loue. Il est donné comme le fils d'Othon de Scey, qui restitua à l'archevêque Hugues III la terre de Frasne, qu'Attelle, sa quatrième aïeule, avait reçue à titre de précaire de l'archevêque de Besançon Gerfroi. La famille de Scey donnera également de nombreux chanoines et plusieurs archidiacres du diocèse de Besançon.

### Carrière ecclésiastique
Avant son élection au pontificat, toute la carrière ecclésiastique d'Humbert de Scey se déroule au sein du chapitre de Saint-Jean de la Cathédrale de Besançon où il reçoit sa formation intellectuelle et religieuse. Chanoine du chapitre de Saint-Jean, il devient archidiacre du Varais en 1123. Humbert de Scey reçoit la confiance de l'archevêque Anseric qui fait de lui son chambrier et le charge de la gestion du temporel de l’archevêché. Il devient l'un des plus proches collaborateurs de l'archevêque.
À la mort de l'archevêque Anseric, les chanoines en élisant Humbert de Scey comme son successeur, confirment leur attachement à la continuité des grandes orientations données par Anseric. Fidèle continuateur d'Anseric, le nouvel archevêque Humbert de Scey sera tout comme son prédécesseur un grand réformateur et affirmera sa volonté de  continuité du programme d'Anséric et les mêmes préoccupations : le maintien de la paix pour le bien de l'Église, l'aide aux religieux réguliers et le souci de dispenser à travers l'essor des écoles capitulaires un enseignement source de rayonnement religieux. Au cours de son long pontificat, Humbert de Scey s’emploie à promouvoir en Franche-Comté l'ordre cistercien.
En matière de politique à l'égard des puissances laïques, Humbert de Scey continue, comme Anseric, à rechercher la coexistence pacifique avec les comtes de Bourgogne et les empereurs germaniques. Humbert de Scey privilégie cependant la carte impériale plutôt que les comtes de Bourgogne, car il pense que l'Empire constitue pour l’Église comtoise la meilleure protection de l’ordre et la meilleure défense contre les empiétements seigneuriaux. Vassal direct de l'empereur, il pense que le système de l’Église impériale est une garantie d’autonomie, les empereurs ayant peu de possibilité d'exercer leur pouvoir dans le diocèse de Besançon. Parce qu'il tient en fief la seigneurie sur la ville de Besançon, l'archevêque avait déjà la place, sinon le statut de prince d'Empire. A ce titre, il devait prêter allégeance à l'empereur dans les six mois qui suivaient son élection.
Quand en 1153 Frédéric Barberousse dévoile ses projets en Bourgogne en imposant sa suzeraineté par une démonstration militaire, L’Église de Besançon ne manifeste pas d’opposition au séjour de l'empereur dans les murs de la ville . La rencontre entre Humbert de Scey et l'empereur renforce l’allégeance de l’archevêché à l’Empire et on retrouve désormais Humbert de Scey dans l’entourage royal, soit à Worms, soit à Spire ou à Würzbourg. Humbert de Scey est peut-être l'un des artisans du mariage en 1156 de Barberousse avec la comtesse Béatrice de Bourgogne, héritière du comté de Bourgogne. Ce mariage qui renforce la position de l'empereur en Bourgogne va dans le sens d’un clan germanique auquel adhère sans doute Humbert de Scey. l’Église impériale prend davantage corps en Bourgogne. Mais La réunion entre les mêmes mains des fonctions impériales et comtales aurait dû inquiéter le prélat car l’équilibre maintenu jusque-là avec Renaud III se trouve rompu par un sujétion plus étroite envers l'empereur. Pourtant lorsque Barberousse ouvre en 1157 la diète de Besançon qui allait relancer la guerre froide avec la papauté, les prélats de Besançon manifestent leur enthousiasme.
L'engagement d'Humbert de Scey envers l'empereur est lié autant à ses antécédents que par une tradition déjà ancienne. Cela  se manifeste dans les toutes dernières années de son épiscopat par une phase germanique de l’histoire du diocèse de Besançon, qui entache sa réputation d’un soupçon de faiblesse à l'égard de l'Empire germanique. Sa fidélité à l’Empire et surtout sa reconnaissance, avec tout le haut clergé de Bourgogne de l'antipape Victor IV l'entraine  dans les remous du schisme victorien,.
Il décède à Besançon sans doute en octobre 1161 et fut enseveli dans l'église Saint-Paul.